# 8e régiment d'infanterie motorisée (Maroc)
Pour les articles homonymes, voir 8e régiment.
Le 8e régiment d'infanterie motorisée (8e RIM) est un régiment marocain.

## Histoire

### Guerre du Sahara occidental
Il est créé en juillet 1976, lors de la guerre du Sahara occidental, pour permettre la sécurisation par les forces armées royales du Sahara occidental récemment abandonné par l'Espagne. Les hommes  de l'unité sont rifains ou sahraouis, surtout de la tribu des Rgibat, faisant partie de la confédération tribale des Tekna.
En décembre 1979, commandé par le lieutenant-colonel Ahmed El Harchi, il forme l'avant-garde de l'opération Ouhoud, grande colonne chargée de traquer le Polisario. En mars 1980, le régiment participe à l'opération Iman, tentative marocaine de lever le siège de Zag. Les unités Zellaka, moins expérimentées, partent en déroute et le régiment doit reculer. En décembre 1980, le régiment protège la construction du mur des sables lors de la bataille de Ras-el-Khanfra.

## Organisation
En 1979, le régiment est équipé de véhicules légers du type jeep ou Land Rover.